# Pacte de Pâques
Le pacte de Pâques aussi appelé accord de Pâques  (en anglais Easter Pact, en italien Patto di Pasqua ou Accordi di Pasqua) est un accord entre le Royaume-Uni et l'Italie signé le 16 avril 1938 et mettant fin à leurs contentieux en Méditerranée et y validant le statu quo. À travers cet accord, la libre-circulation sur le canal de Suez est assurée . Le Royaume-Uni promet de soutenir l'Italie auprès de la Société des Nations à propos de l'affaire éthiopienne.  